# Kerk van Goënga
De kerk van Goënga is een kerkgebouw in Goënga, gemeente Súdwest-Fryslân, in de Nederlandse provincie Friesland. Het kerkgebouw is een rijksmonument.

## Beschrijving
De hervormde kerk uit 1758 is een driezijdig gesloten zaalkerk die in 1787 werd voorzien van een geveltoren met ingesnoerde spits. De klok (1342) werd gegoten door Stephanus. De preekstoel (1759) met Lodewijk XV details werd vervaardigd door Mathijs Gorp. Het orgel uit 1900 werd gemaakt door Bakker & Timmenga.
In 2015 is het kerkgebouw overgenomen door Stichting Kerkgebouw Goënga. Het gebouw wordt ook gebruikt voor allerlei culturele activiteiten.

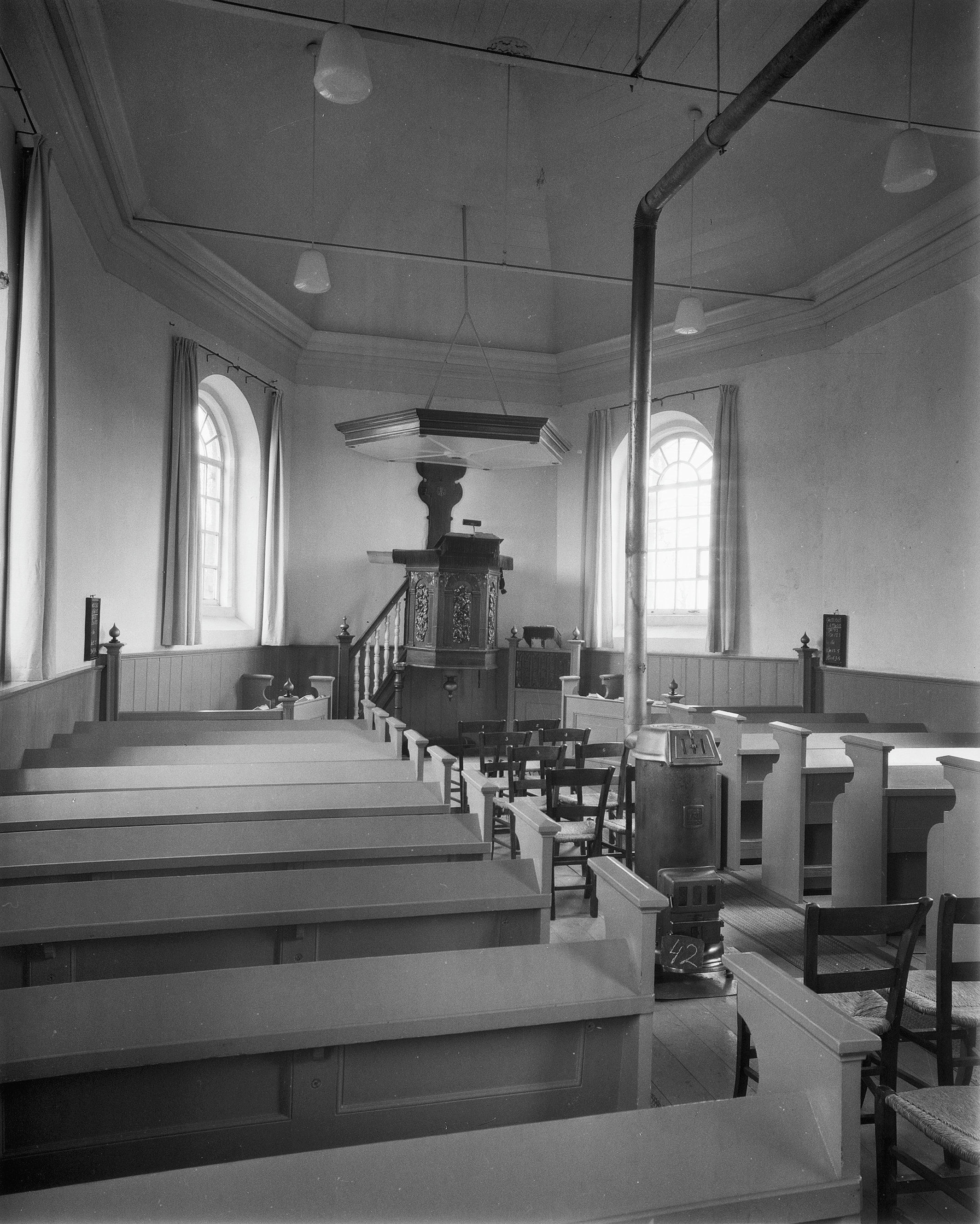
Interieur met preekstoel (1959)
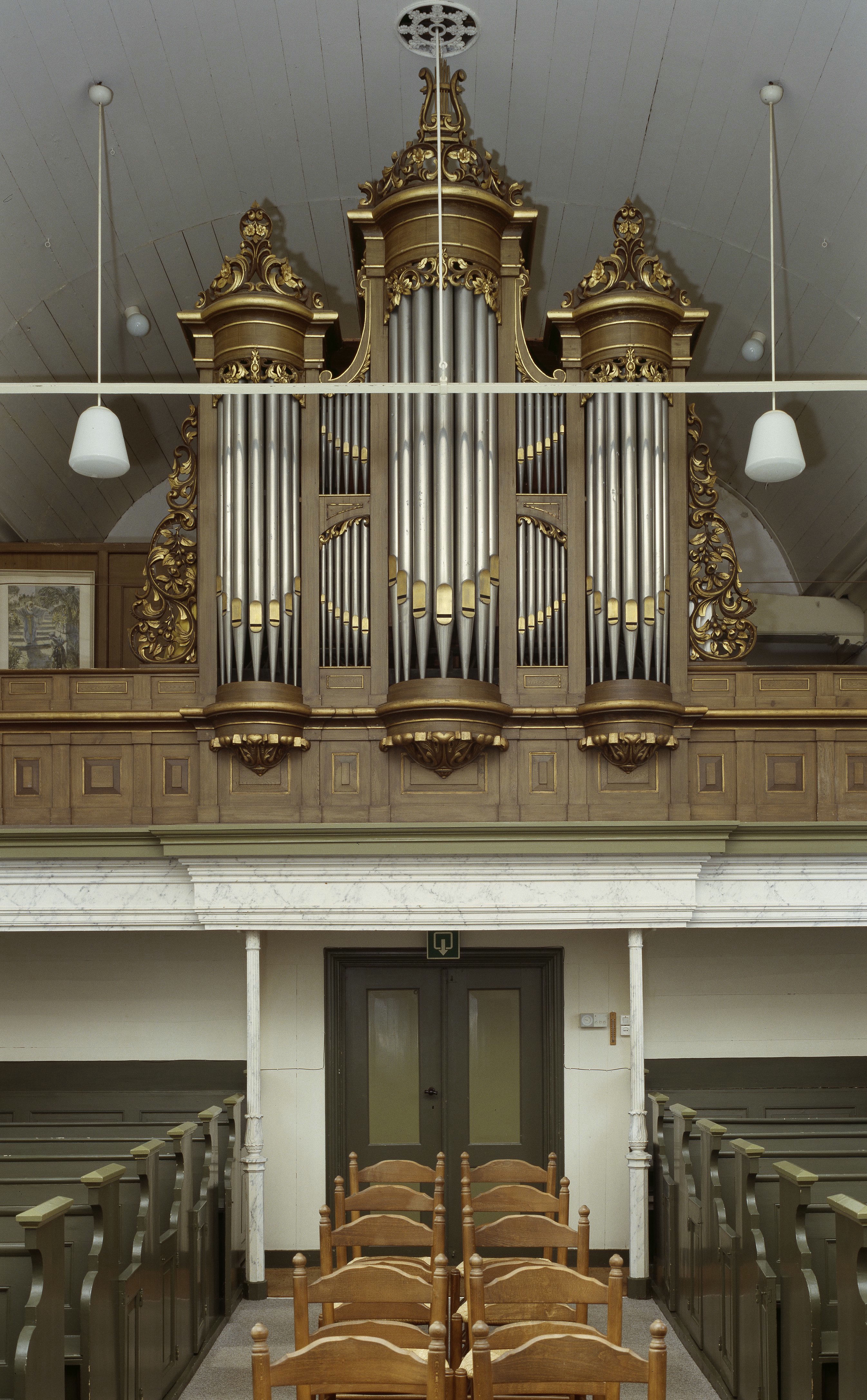
Interieur met orgel (2008)